# Горені Лазі
Горені Лазі (словен. Gorenji Lazi) — поселення в общині Рибниця, регіон Південно-Східна Словенія, Словенія.